# Föreningen för kvinnans politiska rösträtt i Ystad
Föreningen för kvinnans politiska rösträtt i Ystad, även kallad Ystadsföreningen för kvinnans politiska rösträtt, var Ystads lokalförening inom Landsföreningen för kvinnans politiska rösträtt (LKPR), bildad 1907. Föreningen var verksam lokalt i Ystad och arbetade för införandet av kvinnors rösträtt i Sverige.
Bland aktiviteterna fanns föredrag, samkväm, insamling av medel och förhandlingar om samarbete med andra organisationer. 

## Ordförande
- Maria Munthe, 1907-1912
- Mathilda Kruhsberg, 1912-1913
- Maja Strandberg, 1913-1921